# Braine-l’Alleud
Braine-l’Alleud (wallonisch Brinne-l’-Alou, niederländisch Eigenbrakel) ist eine Gemeinde in der französischsprachigen Provinz Wallonisch-Brabant in Belgien. Sie besteht aus den drei Ortsteilen: Braine-l’Alleud, Lillois-Witterzée und Ophain-Bois-Seigneur-Isaac.
Braine und Brakel sind alte Namen für den Hain, der in Lillois-Witterzée entspringt und bei Clabecq in den Kanal Charleroi-Brüssel fließt.

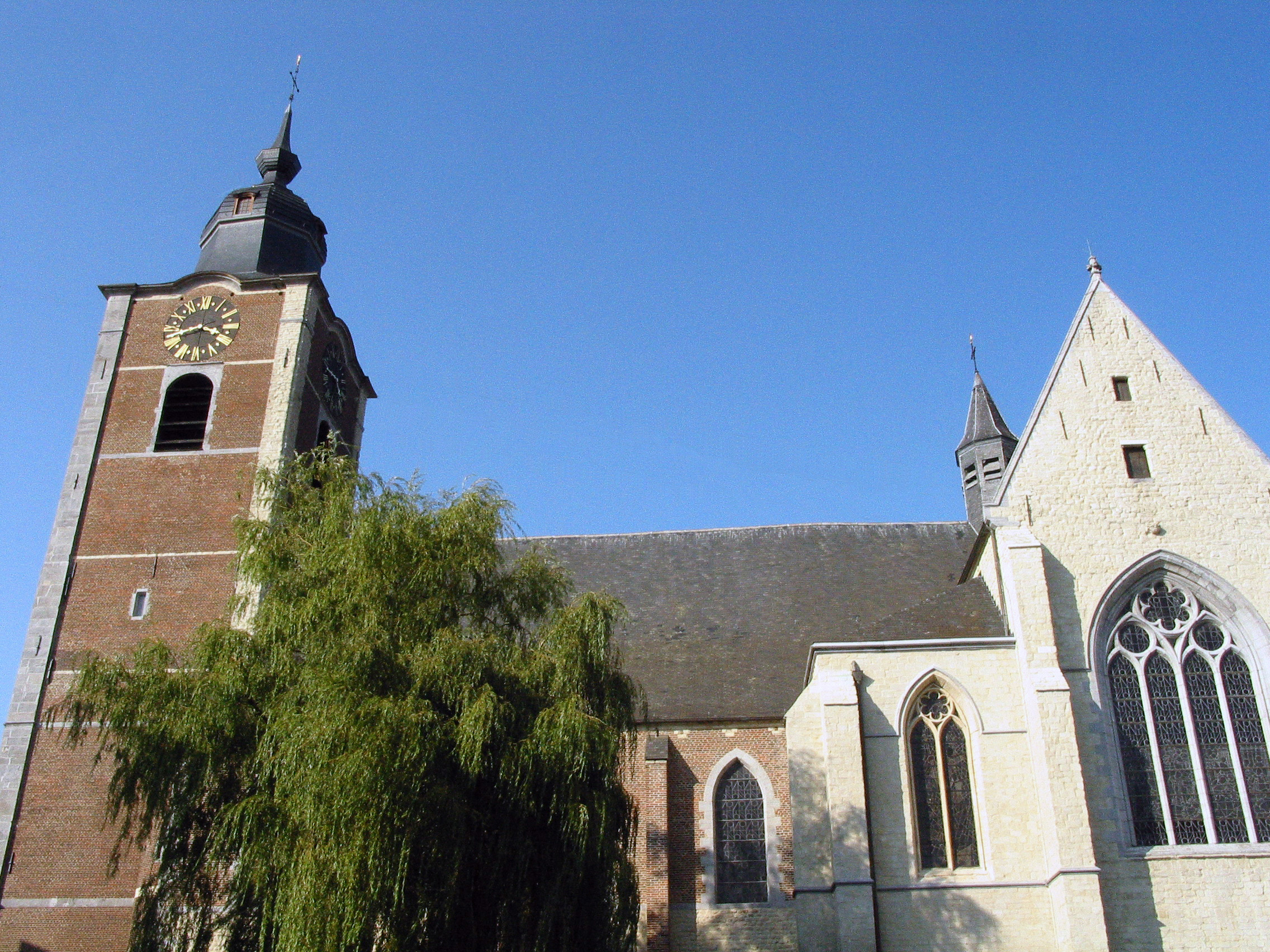
Stefanskirche

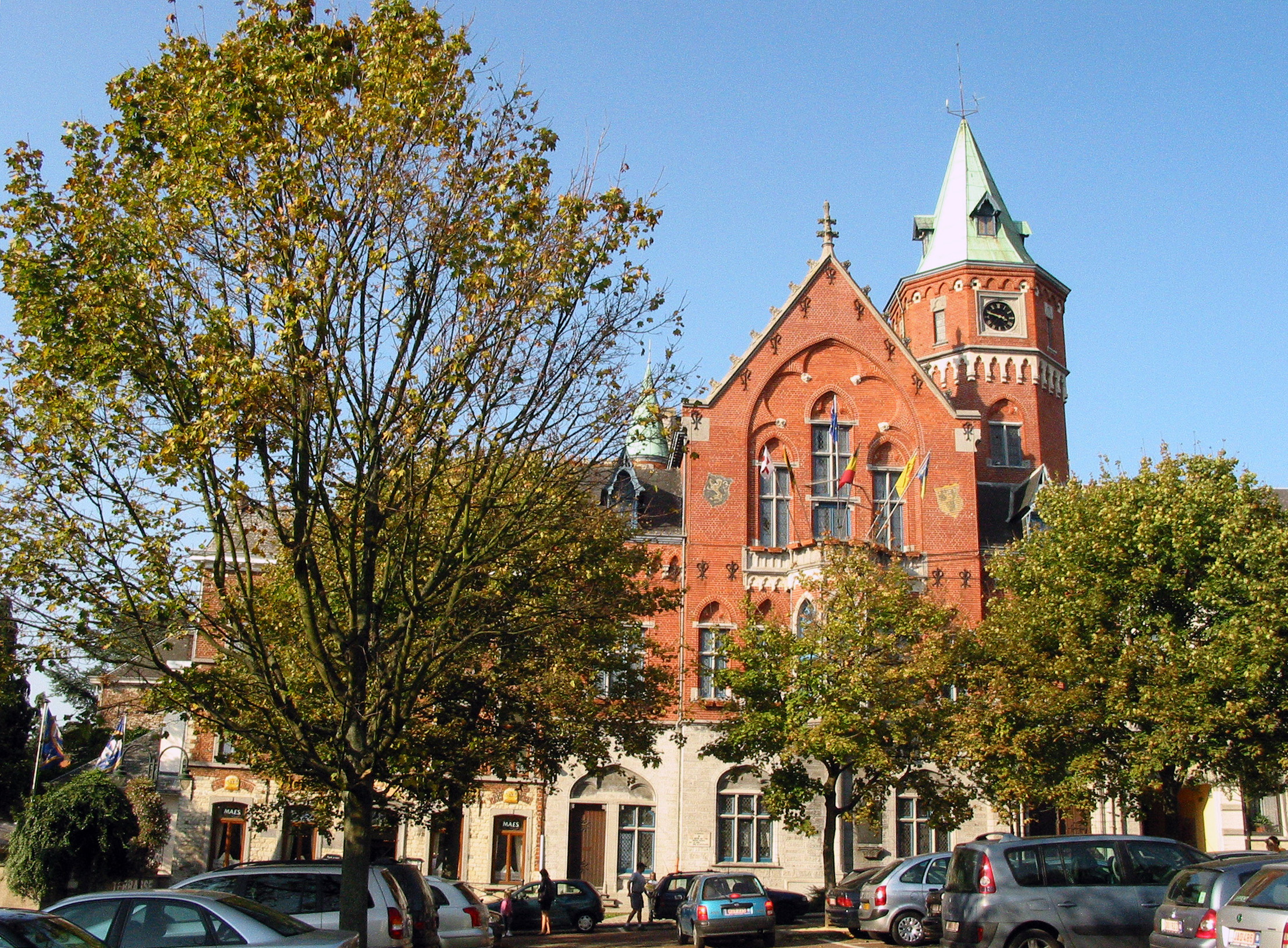
Rathaus

## Geschichte
Die Gegend von Braine-l’Alleud war schon in vorgeschichtlicher Zeit besiedelt. Im 12. Jahrhundert wurde der Ort erstmals urkundlich erwähnt.
Die Schlacht bei Waterloo trug sich teilweise auf dem Gebiet von Braine-l’Alleud zu. Die Stefanskirche (Eglise St-Etienne) diente damals als Feldlazarett. Auch der berühmte Löwenhügel befindet sich in Braine-l’Alleud.
1982 war Braine-l’Alleud Preisträger des Europapreises für die Verbreitung des europäischen Einigungsgedankens.

## Politik

### Stadtrat
- PS – LE -Ec: 13
- MR: 22

Nach der Wahl hatte der MR eine absolute Mehrheit.
- PS: 17
- Ecolo: 20
- PS – LE -Ec: 13
- DéFI: 2
- LE: 20
- PS – MR: 20
- MR – DéFI: 14
- MR: 59

- MR: 59
- LE: 20
- Ecolo: 20
- PS: 17
- PS – MR: 20
- MR – DéFI: 14
- PS – LE -Ec: 13
- DéFI: 2

## Städtepartnerschaften
Braine-l’Alleud hat mit fünf Städten eine Partnerschaft geschlossen. Die älteste mit Ouistreham in Frankreich besteht seit 1954. 1978 kamen die Partnerschaften mit Menden in Deutschland und Basingstoke and Deane im Vereinigten Königreich dazu, 1985 die Partnerschaft mit Drummondville in Kanada und 2005 die Partnerschaft mit Šlapanice in Tschechien.

## Söhne und Töchter der Stadt
- Désiré-Joseph Mercier (1851–1926), belgischer Kardinal
- Gaston Reiff (1921–1992), belgischer Leichtathlet und Olympiasieger
- Will Still (* 1992), belgisch-englischer Fußballtrainer und -spieler
- Hugo Vetlesen (* 2000), norwegischer Fußballspieler
- Nicolas Baert (* 2001), belgischer Automobilrennfahrer